# Dmitri Jouravski
Dmitrii Ivanovich Zhuravskii (em russo:  Дмитрий Иванович Журавский; Beloe, 29 de dezembro de 1821 — São Petersburgo, 30 de novembro de 1891) foi um engenheiro russo. Foi um dos pioneiros em construção de pontes e mecânica estrutural na Rússia.
Frequentou a escola em Nezhin e entrou no Instituto de Engenheiros de Estradas de São Petersburgo, onde foi influenciado pelo acadêmico Mikhail Ostrogradski. Graduou-se no instituto em 1842, sendo o primeiro de sua turma.
No início de sua carreira participou no projeto do caminho de ferro Moscovo-São Petersburgo. Em 1857-58 liderou a reconstrução da Catedral de Pedro e Paulo em São Petersburgo. Em 1871–76 participou da reconstrução do Canal Volga–Báltico.
Recebeu o prestigioso Prêmio Demidov de 1855, dado pela Academia de Ciências da Rússia.
A fórmula para o cálculo da tensão de cisalhamento em vigas é denominada em seu nome (deduzida por ele em 1855):
{\displaystyle \tau ={VQ \over It},}
sendo
V = força cisalhante no local em questão;
Q = momento estático de área;
t = espessura perpendicular ao cisalhamento;
I = momento de inércia de área da seção transversal.